# Beilschmiedia nitida
Espèce
Synonymes
- Afrodaphne nitida (Engl.) Stapf[1]
- Tylostemon nitidus (Engl.) Stapf[1]

Beilschmiedia nitida est une espèce de plantes à fleurs de la famille des Lauraceae et du genre Beilschmiedia selon la classification phylogénétique.

## Découverte et description
Beilschmiedia nitida est une plante endémique du Cameroun.